# Garden of Expression
Trio Tapestry: Garden of Expression ist ein Jazzalbum des Trio Tapestry von Joe Lovano, mit Marilyn Crispell und Carmen Castaldi. Die in Zusammenarbeit mit dem Rete Due der Radiotelevisione Svizzera (RSI) im  November 2019 im Auditorio Stelio Molo der RSI, Lugano, entstandenen Aufnahmen erschienen am 29. Januar 2021 auf ECM Records.

## Hintergrund
Garden of Expression, das zweite Album von Trio Tapestry, versammelt Lovano mit der Pianistin Marilyn Crispell und Schlagzeuger Carmen Castaldi. Castaldi und Lovano verbindet eine langjährige Freundschaft, die seit Jugendzeiten besteht. Sie sind zusammen aufgewachsen, besuchten zusammen das Berklee College und spielten über die Jahre immer mal wieder zusammen (etwa auf Lovanos Album Viva Caruso, 2002). Marilyn Crispell und Lovano lernten sich Mitte der achtziger Jahre kennen, als Crispell in der Band von Anthony Braxton spielte. Auf ihrer zweiten Europa-Tournee traten die drei Musiker im November 2019 am Abend, bevor die Aufnahme im Auditorio Stelio Molo in Lugano stattfand, dort live auf.

## Titelliste
- Trio Tapestry: Garden of Expression (ECM Records ECM 2685, ECM Records 351 8721)[2]

1. Chapel Song	6:05
2. Night Creatures	6:45
3. West of the Moon	5:47
4. Garden of Expression	7:33
5. Treasured Moments	5:03
6. Sacred Chant	3:14
7. Dream on That	3:06
8. Zen Like	10:41

Alle Kompositionen stammen von Joe Lovano.

## Rezeption

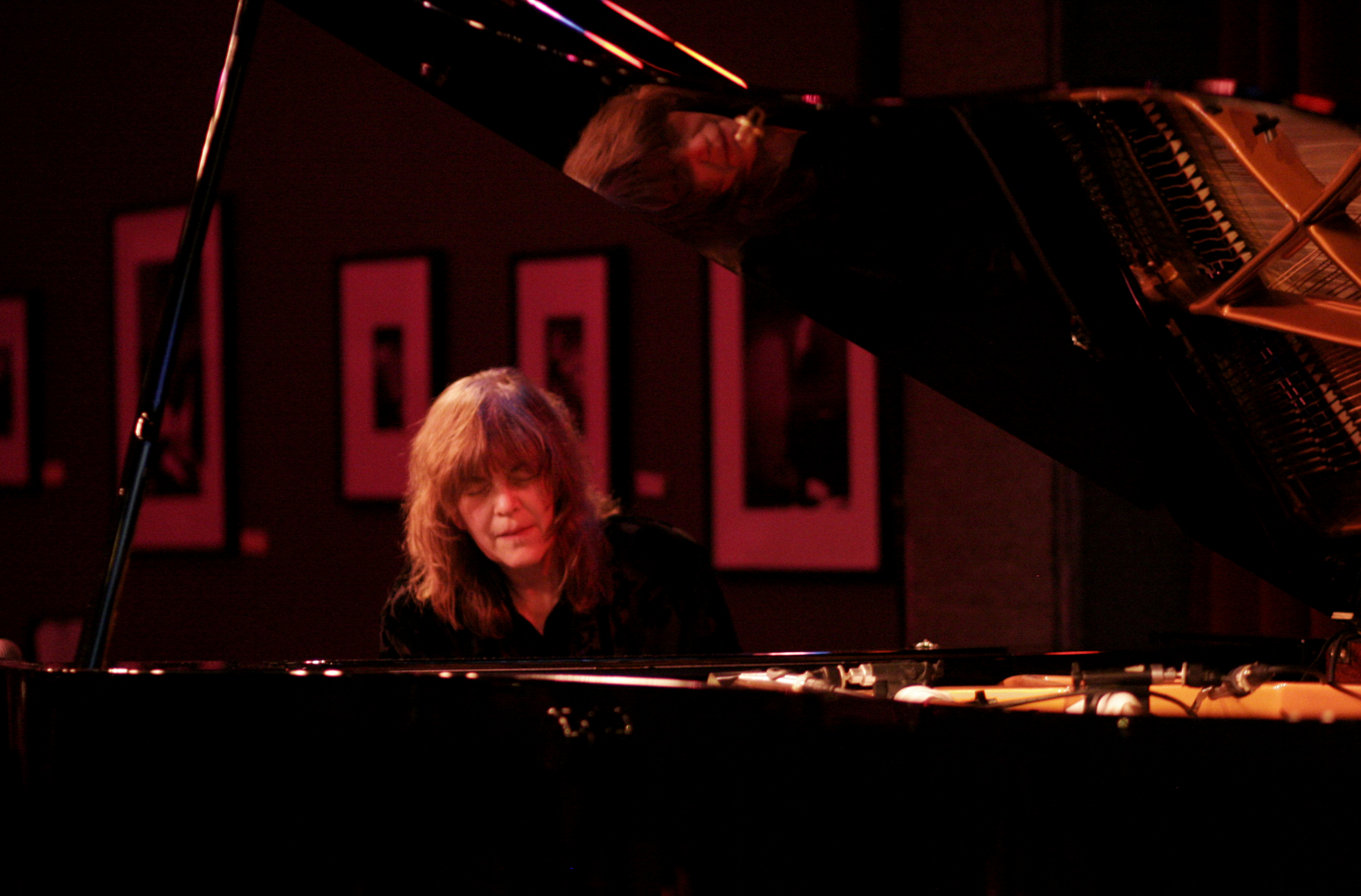
Marilyn Crispell 2008

John Fordham schrieb im Guardian, Lovano habe Erfahrungen gesammelt, die eine Wertschätzung für Virtuosität und die Feinheiten von Nuance und Klangfarbe förderten. Jetzt, nach mehr als vier Jahrzehnten als Jazzstar, in denen er als einer der Erben von Sonny Rollins gilt, erforsche Lovanos Trio Tapestry heikle Destillationen der musikalischen Ressourcen. Jon Pareles, Kritiker der New York Times, habe bei Lovano/Crispell das Erleben ihrer Verschmelzungen von klassischer Virtuosität und Free-Jazz-Furchtlosigkeit „wie die Überwachung eines aktiven Vulkans“ beschrieben.
Nach Ansicht von Thomas J. Krebs (Jazzzeitung) erzeuge das Album eine sagenhafte lyrische Spannung, fein ziselierte Improvisationen würden mit behutsamen Gegenlinien wechseln, es seien „bewusst geführte Dialoge zwischen den Musikern die nie ausufern, sondern immer auf dem Punkt sind und Wesentliches erklingen lassen.“
Auch für Xavier Plus von Skug – Journal für Musik ist Garden of Expression „der reife und würdige zweite Wurf dieses Trios, das dem geknüpften Klangteppich in seinem Namen alle Ehre macht.“ Die Strukturen seien gelockert, schöne und einprägsame Melodien tauchten überall auf und dazwischen gebe es ausreichend Raum für individuelle Entfaltung. Das Album enthalte zwar dekonstruierten Jazz, „aber keineswegs nur für die ausgefuchste Hörer*innenschaft. Es ist eine Einladung, den drei musikalischen Geistern in ihrem Denken und Spüren zu lauschen und mitzuerleben, wie sie miteinander harmonieren und dieselbe Vision von einer leichten, faszinierend-komplexen und transparenten Klangwelt realisieren.“
Peter Füssl schrieb in der Kulturzeitschrift,  Lovanos acht neue Kompositionen basierten auf musikalischen Ideen, die aus freien Kollektivimprovisationen der beteiligten Protagonisten entstanden seien, während der Aufnahme aber in neuerlichen improvisatorischen Prozessen nochmals verfeinert wurden. „Die ersten drei Stücke sind durch wunderschöne Melodien geprägte lyrische Klangbilder, Nachtstücke, die einen in wohlige Wärme und Geborgenheit einhüllen.“ Mit dem siebeneinhalb minütigen Titelstück „Garden of Expression“ beschreite man schließlich experimentelleres Terrain, das mehr Reibung und Spannung zulasse und durch die von Lovano eingesetzten Gongs eine interessante klangliche Erweiterung erfahre. Das ändere jedoch nichts am meditativen Grundcharakter, der auch in den folgenden Titeln immer wieder Raum für Stille beinhalte.